# 尾張旭市立東中学校
尾張旭市立東中学校（おわりあさひしりつひがしちゅうがっこう）は、愛知県尾張旭市にある公立の中学校。

## 沿革
- 1976年（昭和51年）4月1日 - 尾張旭市立旭中学校から分離独立し、開校[1]。
- 1979年（昭和54年）3月10日 - 校歌選定（作詞・作曲 東中学校）[2]。

## 教育方針
- 校訓を「錬磨」とし、「健康な身体」「誠実な心」「豊かな知性」の3分野を兼ね備える生徒の育成を目標としている[1]。

## 学校行事

### スクールフェスティバル
2学期に、文化祭・体育祭・合唱祭がある。合唱祭では教師、合唱祭委員の代表が各クラスの合唱を採点し、各学年ごとに順位を決め、3位以内のクラスには表彰を送っていたが、2014 年度から採点制度は無くなっている。また、同年度から尾張旭市の文化会館で開催している。2013年度までは敷地内にある体育館で行っていた。2018年は敷地内の体育館で行った。

## 部活動
- サッカー部
- 野球部
- ソフトボール部
- 女子ソフトテニス部
- 陸上部
- 男子バスケットボール部
- 女子バスケットボール部
- 男子バレーボール部
- 女子バレーボール部
- 卓球部
- 吹奏楽部
- 箏曲部
- 剣道部
- 弓道部
- 美術部
- パソコン部
- 駅伝部

## 通学区域
- 尾張旭市立東栄小学校[3]
  - 大字新居の一部[3]
  - 旭台[3]
  - 柏井町（弥栄・公園通の一部）[3]
  - 東栄町[3]
  - 根の鼻町[3]
  - 東大久手町（2～4丁目）[3]
  - 三郷町（栄・陶栄の一部・角田の一部）[3]
  - 北原山町（大久保見の一部）[3]
  - 南原山町（赤土の一部）[3]
- 尾張旭市立三郷小学校[3]
  - 三郷町（中井田・陶栄の一部・富丘・角田の一部）[3]
  - 東三郷町[3]
  - 南原山町（赤土の一部・石原の一部）[3]
  - 井田町[3]
  - 瀬戸川町[3]
  - 狩宿町[3]
  - 狩宿新町[3]
  - 下井町（前の上の一部・下井の一部・刎内の一部）[3]
- 尾張旭市立旭丘小学校[3]
  - 大字新居の一部[3]
  - 旭ケ丘町（森・旭ヶ丘・長洞）[3]
  - 大久手町[3]
  - 柏井町（公園通の一部）[3]
  - 東大久手町1丁目[3]
  - 北原山町（陀摩屋敷・鳴湫の一部・平池浦の一部・六田池の一部）[3]
- 尾張旭市立旭小学校（一部）[3]
  - 東大道町（曽我廻間の一部）[3]
  - 北原山町（平池浦の一部・六田池の一部・鳴湫の一部・大久保見の一部）[3]
  - 南原山町（南原山・赤土の一部・石原の一部）[3]
  - 北山町[3]
  - 稲葉町（4丁目の一部）[3]
  - 下井町（前の上の一部・下井の一部・刎内の一部）[3]

## 交通
- 名古屋鉄道瀬戸線三郷駅より南西へ1500メートル[2]

## 著名な卒業生
- 水野義則（政治家、尾張旭市長、尾張旭市議会議員）
- 谷口知広（DA PUMPのメンバー）
- 磯村亮太（プロサッカー選手）
- 鎌田菜月（アイドル、SKE48チームEのメンバー）
- 髙橋宏斗（プロ野球選手）